# Entel
Entel S.A. (sigla para Empresa Nacional de Telecomunicaciones S.A. ) é uma empresa estatal de telecomunicações boliviana com sede em La Paz. Foi fundada em 1965. Atualmente está entre as maiores empresas da Bolívia devido ao fortalecimento do estado como empresa de serviços, desde 2008.

## História
ENTEL foi fundada em 22 de dezembro de 1965 como uma Sociedade Anônima com representação oficial do Estado boliviano, com o objetivo de "desenvolver as telecomunicações em todas as suas modalidades e formas no território nacional". Em 1966 tornou-se uma empresa pública descentralizada, sob a tutela do Ministério dos Transportes, Comunicações e Aeronáutica Civil.
Em 27 de novembro de 1995, a ETI - STET International (Telecom Italia) recebeu 50% das ações da ENTEL e da administração da empresa. Adicionalmente, a Lei de Telecomunicações (Lei nº 1.632, de 5 de julho de 1995) concedeu à ENTEL o monopólio por seis anos dos serviços de telefonia de longa distância nacional e internacional. A Telecom Italia, por sua vez, prometeu implementar um plano de investimentos de 610 milhões de dólares e cumprir as metas de expansão e qualidade definidas por lei e pelo contrato de concessão.
Em 1º de maio de 2008, a ENTEL é nacionalizada pelo Decreto Supremo nº 29.544. O Estado boliviano passa a deter 97% das ações da empresa; É garantida a estabilidade laboral dos trabalhadores da ENTEL, bem como os contratos celebrados com clientes e fornecedores.
Em 2013, foi marcado um marco na história da empresa, com o lançamento do satélite Tupac Katari, que seria benéfico para sua cobertura na Bolívia.